# おしゃれ(秘)探偵
『おしゃれ㊙探偵』（おしゃれまるひたんてい、原題：The Avengers）は、1961年から1969年まで制作・放送されたイギリスのテレビドラマ。全6シーズン・161回。放送はITV。
ロンドンを舞台に、英国紳士スタイルの元諜報員ジョン・スティードと、その助手でレザータイツにブーツ姿の美女が活躍する探偵アクション・サスペンス。
1976年から1977年まで続編The New Avengers が、1998年にリメイク映画『アベンジャーズ』が制作された。

## キャスト
- ジョン・スティード：パトリック・マクニー[2]

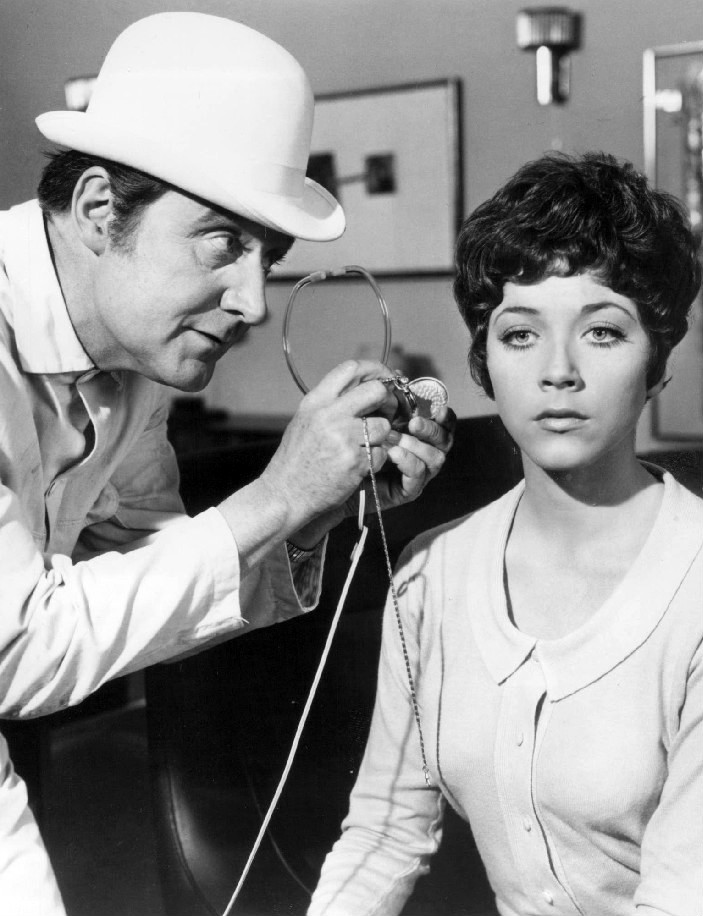
ジョン・スティード役のパトリック・マクニー（左）とタラ・キング役のリンダ・ソーソン（1968年放送より）。

- デビッド・キール：イアン・ヘンドレー (第1シーズン）

- キャサリン・ゲイル：オナー・ブラックマン[3]（第2-3シーズン）
- エマ・ピール：ダイアナ・リグ[4]（第4-5シーズン）
- タラ・キング：リンダ・ソーソン（第6シーズン）

## 日本での放送
日本では、1967年10月3日から12月26日までNET（現・テレビ朝日）系でモノクロの第4シリーズが日本語吹替で放送された。しかし、視聴率不振のためわずか13話で打ち切りとなった。
翌1970年、今度は東京12チャンネル（現・テレビ東京）系で『スパイ(秘)作戦』のタイトルでカラー版の第5シリーズ（全24話）が放映された。別邦題は『事件をあばけ』。
吹替キャスト
- ジョン・スティード：矢島正明
- エマ・ピール：武藤礼子